# Hieracium chlorocephalum
Hieracium chlorocephalum là một loài thực vật có hoa trong họ Cúc. Loài này được Wimm. ex Nyman mô tả khoa học đầu tiên năm 1872.